# Csidey József
Csidey József István (Dés, 1920. március 19. – Marosvásárhely, 2000. július 17.) marosvásárhelyi gyermekgyógyász, kutató főorvos, előadótanár.

## Életpályája
1920-ban született Désen, ahol apja szintén orvos volt. Kezdetben zenei pályát tervezett, és sikeresen felvételizett is a Zeneakadémiára, azonban végül az orvosi karrier mellett döntött és 1938-as érettségije után beiratkozott a Ferenc József Tudományegyetemre, ahol 1944-ben orvosi diplomát szerzett. 
Egy évig gyakornok volt a Haynal Imre által vezetett kolozsvári Belgyógyászati Klinikán, majd a marosvásárhelyi Gyermekklinikán dolgozott, 1945-től gyakornokként, 1949-től tanársegédként, 1954-től adjunktusként, majd 1957-től főorvosként. 1974-ben egy évet dolgozott Koreában. 1993-ban vonult nyugdíjba, de továbbra is rendelt gyermekkardiológusként. 2000 januárjában egészségi állapota súlyosbodott, és még abban az évben elhunyt. Sírja a marosvásárhelyi római katolikus temetőben van.
Klasszikus zene iránti rajongása egész életét végigkísérte, gyakori koncertlátogató volt. Marosvásárhely díszpolgára (1997) és a Pápai Páriz Ferenc Alapítvány díjazottja (2000).

## Munkássága
Széleskörű tájékozottsága folytán több fontos szakterülettel foglalkozott a gyermekgyógyászat keretében (reumatológia, vérképzőrendszeri és daganatos megbetegedések, veleszületett fejlődési rendellenességek, különösen a szívfejlődési rendellenességek). Nagy gyakorlati tapasztalatának és józan ítélőképességének köszönhetően igen pontos diagnózisokat állított fel, és mindig voltak javaslatai új diagnosztikai módszerek és új gyógyszerek alkalmazására.
Pap Zoltán méltatása szerint Csidey „egész élete az orvostudomány elmélyült szolgálatában telt, a betegek gyógyításában kamatoztatta nagy tudását és kiváló képességeit. Állandóan a segítségére szorulókra fordította figyelmét és emellett a fiatal orvosok képzését tartotta szem előtt. (...) Példája arra tanít, hogy hittel és alázattal szolgáljuk a beteget, akit szeretettel és együttérzéssel vett körül akkor is, amikor az orvosi tudomány és hatalmunk már véget ért.”

### Művei
- Gyermekgyógyászati jegyzet (Marosvásárhely, 1955); társszerző[1]